# 巴特利冰川
77°32′S 162°13′E / 77.533°S 162.217°E
巴特利冰川（英語：Bartley Glacier）是南極洲的冰川，位於維多利亞地，處於梅澤夫冰川以西，以美國海軍的施工司機命名，現時由南極條約體系管理。